# Heavenly Forest
Heavenly Forest (ただ、君を愛してる Tada, Kimi o Aishiteru?, lit: I Love You, Only) es una película japonesa de drama y romance de 2006 basada en la novela Collage of Our Life - Another Story (恋愛寫眞　もうひとつの物語 Renai Shashin: Mō Hitotsu no Monogatari?) escrita por Takuji Ichikawa. También se ha lanzado como manga. La película fue dirigida por Takehiko Shinjo, y se centra en la relación de un fotógrafo llamado Makoto con dos de sus compañeras universitarias, Shizuru y Miyuki.

## Argumento
Makoto es solitario y callado. Shizuru es nueva en la universidad y quiere conseguir amigos. Un encuentro casual mientras tratan de cruzar la calle los reúne y así empieza una amistad entre ellos, reforzada por el gusto a la fotografía. Comienza el trío amoroso: Shizuru se enamora de Makoto desde la primera vez que lo ve, Makoto está enamorado de Miyuki, una compañera de la universidad. Shizuru, resignada, apoya a Mokoto con su amor, pero un concurso de fotografía logra unirlos aún más; es cuando Makoto se da cuenta de sus verdaderos sentimientos, pero Shizuru, de repente, desaparece.

## Reparto
- Aoi Miyazaki como Shizuru Satonaka.
- Hiroshi Tamaki como Makoto Segawa.
- Meisa Kuroki como Miyuki Toyama.
- Misa Uehara como Saki Inoue.
- Munetaka Aoki como Ryo Shirohama.
- Keisuke Koide como Kyohei Sekiguchi.
- Asae Ōnishi como Yuka Yaguchi.